# Základní zákon: Lidská důstojnost a svoboda
Základní zákon: Lidská důstojnost a svoboda je základním zákonem Izraele, který má v Izraeli ochraňovat základní lidská práva. Zákon byl schválen 12. Knesetem 17. března 1992.

## Práva ochraňována Základním zákonem: Lidská důstojnost a svoboda
Práva, která ochraňuje tento základní zákon jsou obsažena v několika klauzulích:
- část 2: Nesmí dojít k porušení lidského života, zdraví a důstojnosti.
- část 3: Nesmí dojít k poškození jakéhokoliv majetku.
- část 4: Všechny osoby mají právo ochraňovat svůj život, své zdraví a svou důstojnost.
- část 5: Nikdo nesmí být zbaven nebo omezen na osobních svobodách uvězněním, extradicí nebo jiným způsobem.
- část 6:
  - (a) Všechny osoby mají možnost opustit Izrael.
  - (b) Každý občan izraelské státní příslušnosti má právo vstoupit do Izraele.
- část 7:
  - (a) Všechny osoby mají právo na soukromí.
  - (b) Nesmí dojít k proniknutí do soukromí osob, pakliže o tom nebudou srozuměny.
  - (c) Nesmí být prováděno pátrání v soukromí osob.
  - (d) Nesmí být porušeno soukromí důvěrné konverzace, ani korespondence či pořižovat nahrávky osob.

Nicméně tento zákon neobsahuje několik základních lidských práv, jako jsou: rovnoprávnost, svoboda projevu, náboženská svoboda, svoboda shromažďování, atp. Tato práva však byla občanům Izraele dána ještě před vyhlášením tohoto zákona.